# Sunny Girl
Sunny Girl（サニーガール、英語: Sunny Girl）は、日本のスリーピースロックバンド。所属事務所レーベルは高田馬場CLUB PHASE『Muddy Mine』。名前の由来はボーカルの橘高連太郎の名前の由来である岡本太郎作の太陽の塔から“太陽＝Sunny”を連想し、更に勢いに任せて“Girl”を組み合わせたもの。

## メンバー
- 橘高 連太郎（ボーカル・ギター）
- 小野 友揮（ベース・コーラス）
- 大森 琉彦（ドラムス・コーラス）

## 略歴
- 2019年
  - 東京都新宿区高田馬場にて結成。

2020年
- 8月3日に2nd demo「開口一番」をリリース。

2022年
- 6月1日、高田馬場CLUB PHASEのレーベル〈Muddy Mine〉からの1stシングル「僕らを季節と呼ぶのなら」をリリースし、スマッシュヒット。
- 11月2日、1stミニ・アルバム『May』をリリース。以降、各地のフェスなど精力的にライヴ活動を展開[2]。

2024年
- 1月17日にキャリア初の1st Full Albam『優しさに似たこの街から』をリリース。
- 11月6日に1st E.P『目印を耳にして E.P』をリリース。

2025年
- 6月4日に2nd Full Album『いつか歌き終える日が来ても』をリリース[3]。